# La Chapelle-sur-Loire
Pour les articles homonymes, voir La Chapelle.
La Chapelle-sur-Loire est une commune française située dans le département d'Indre-et-Loire, en région Centre-Val de Loire.

## Géographie

### Localisation
La commune de la Chapelle-sur-Loire se situe à l'ouest du département d'Indre-et-Loire, près du département voisin de Maine-et-Loire.
La commune se situe dans la Touraine angevine, anciennement l'Anjou jusqu'à la Révolution française.
| Bourgueil        | Restigné              | Ingrandes-de-Touraine |
| Chouzé-sur-Loire | La Chapelle-sur-Loire | Bréhémont             |
| La Loire Avoine  | La Loire Huismes      | La Loire Rigny-Ussé   |

### Hydrographie

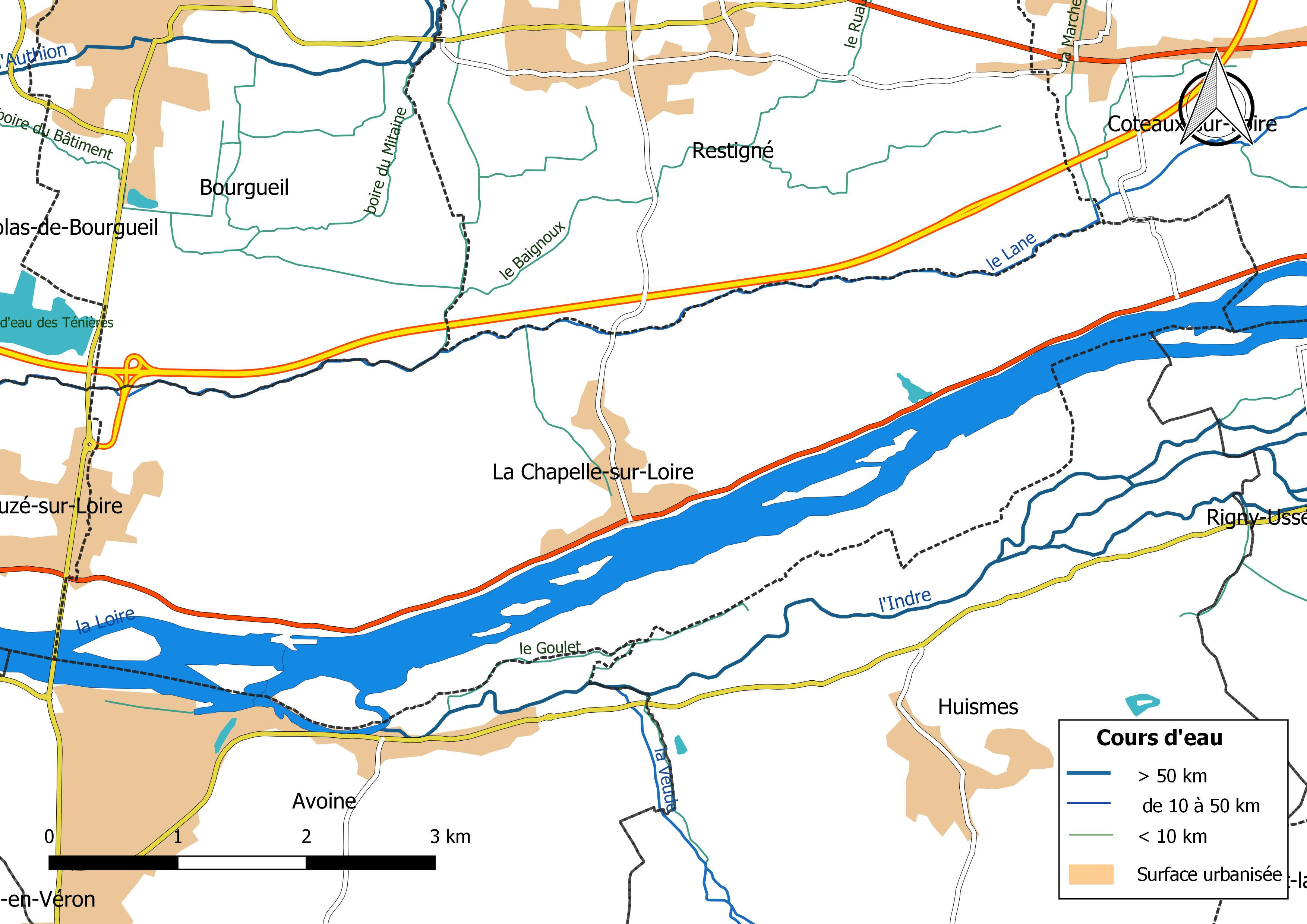
Réseau hydrographique de La Chapelle-sur-Loire.

La commune est traversée par la Loire (9,662 km). Le réseau hydrographique communal, d'une longueur totale de 25,12 km, comprend un autre cours d'eau notable, le Lane (5,136 km), et trois petits cours d'eau dont le Baignoux (0,023 km) et le Goulet (0,476 km),.
Le cours de la Loire s’insère dans une large vallée qu’elle a façonnée peu à peu depuis des milliers d’années. Elle traverse d'est en ouest le département d'Indre-et-Loire depuis Mosnes jusqu'à Candes-Saint-Martin, avec un cours large et lent. La Loire présente des fluctuations saisonnières de débit assez marquées. Sur le plan de la prévision des crues, la commune est située dans le tronçon de la Loire tourangelle, qui court entre la sortie de Nazelles-Négron et la confluence de la Vienne, dont la station hydrométrique de référence la plus proche est située à Langeais. Le débit mensuel moyen (calculé sur 34 ans pour cette station) varie de 142 m3/s au mois d'août  à 753 m3/s au mois de février. Le débit instantané maximal observé sur cette station est de 3 060 m3/s et s'est produit le 10 mai 2001, la hauteur maximale relevée a été de 4,89 m le 24 mars 1988,. La hauteur maximale historique a été atteinte le 27 septembre 1856 avec 6,80 m.
Sur le plan piscicole, la Loire est classée en deuxième catégorie piscicole. Le groupe biologique dominant est constitué essentiellement de poissons blancs (cyprinidés) et de carnassiers (brochet, sandre et perche).
Le Lane, d'une longueur totale de 27,8 km, prend sa source dans la commune de Coteaux sur Loire et se jette  dans l'Authion à Varennes-sur-Loire (Maine-et-Loire), après avoir traversé 10 communes. 
Sur le plan piscicole, le Lane est également classé en deuxième catégorie piscicole.
Deux zones humides ont été répertoriées sur la commune par la direction départementale des territoires (DDT) et le Conseil départemental d'Indre-et-Loire : « la vallée de l'Indre : du Pont du Vivier à la Loire » et « la vallée de la Loire de Mosnes à Candes-Saint-Martin »,.

### Climat
Pour des articles plus généraux, voir Climat du Centre-Val de Loire et Climat d'Indre-et-Loire.
En 2010, le climat de la commune est de type climat océanique altéré, selon une étude du CNRS s'appuyant sur une série de données couvrant la période 1971-2000. En 2020, Météo-France publie une typologie des climats de la France métropolitaine dans laquelle la commune est dans une zone de transition entre le climat océanique et le climat océanique altéré et est dans la région climatique  Moyenne vallée de la Loire, caractérisée par une bonne insolation (1 850 h/an) et un été peu pluvieux. 
Pour la période 1971-2000, la température annuelle moyenne est de 11,4 °C, avec une amplitude thermique annuelle de 14,8 °C. Le cumul annuel moyen de précipitations est de 637 mm, avec 11,3 jours de précipitations en janvier et 6 jours en juillet. Pour la période 1991-2020, la température moyenne annuelle observée sur la station météorologique de Météo-France la plus proche, sur la commune de Saint-Nicolas-de-Bourgueil à 8 km à vol d'oiseau, est de 12,5 °C et le cumul annuel moyen de précipitations est de 612,8 mm,. Pour l'avenir, les paramètres climatiques de la commune estimés pour 2050 selon différents scénarios d'émission de gaz à effet de serre sont consultables sur un site dédié publié par Météo-France en novembre 2022.

## Urbanisme

### Typologie
Au 1er janvier 2024, La Chapelle-sur-Loire est catégorisée commune rurale à habitat dispersé, selon la nouvelle grille communale de densité à sept niveaux définie par l'Insee en 2022.
Elle est située hors unité urbaine et hors attraction des villes,.

### Occupation des sols
L'occupation des sols de la commune, telle qu'elle ressort de la base de données européenne d’occupation biophysique des sols Corine Land Cover (CLC), est marquée par l'importance des territoires agricoles (64,6 % en 2018), en diminution par rapport à 1990 (66,5 %). La répartition détaillée en 2018 est la suivante : 
zones agricoles hétérogènes (44,4 %), eaux continentales (16,2 %), forêts (10,3 %), prairies (10,2 %), zones urbanisées (5,7 %), cultures permanentes (5,2 %), terres arables (4,8 %), espaces ouverts, sans ou avec peu de végétation (3,2 %). L'évolution de l’occupation des sols de la commune et de ses infrastructures peut être observée sur les différentes représentations cartographiques du territoire : la carte de Cassini (XVIIIe siècle), la carte d'état-major (1820-1866) et les cartes ou photos aériennes de l'IGN pour la période actuelle (1950 à aujourd'hui).

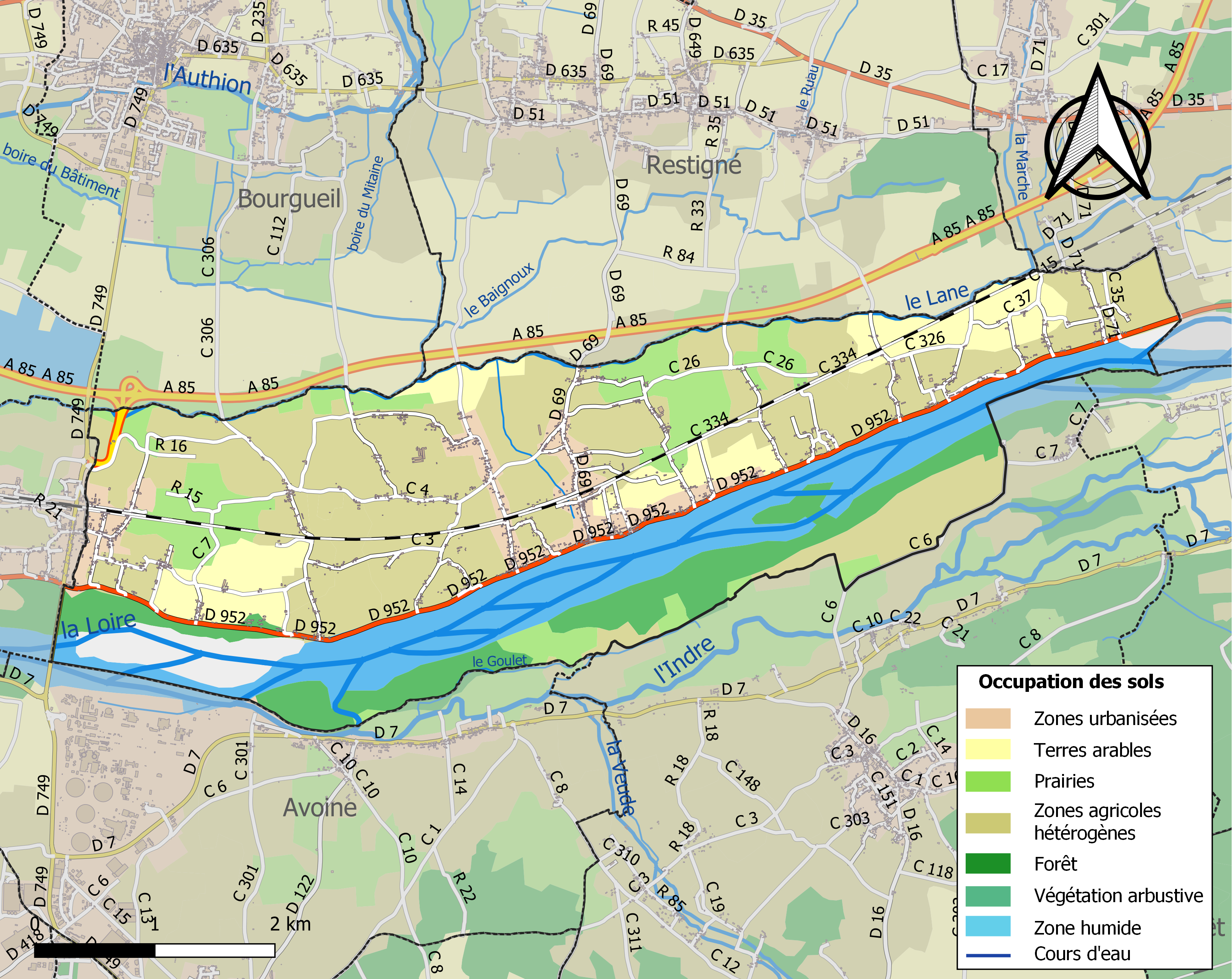
Carte des infrastructures et de l'occupation des sols de la commune en 2018 (CLC).

### Risques majeurs
Le territoire de la commune de La Chapelle-sur-Loire est vulnérable à différents aléas naturels : météorologiques (tempête, orage, neige, grand froid, canicule ou sécheresse), inondations, feux de forêts et séisme (sismicité faible). Il est également exposé à deux risques technologiques, la rupture d'un barrage et le risque nucléaire. Un site publié par le BRGM permet d'évaluer simplement et rapidement les risques d'un bien localisé soit par son adresse soit par le numéro de sa parcelle.

#### Risques naturels
Certaines parties du territoire communal sont susceptibles d’être affectées par le risque d’inondation par débordement de cours d'eau, notamment le Lane et la Loire. La commune fait partie du territoire à risques importants d'inondation (TRI) d'Angers-Authion-Saumur, un des 21 TRI qui ont été arrêtés fin 2012 sur le bassin Loire-Bretagne et portés à 22 lors de l'actualisation de 2018. Des cartes des surfaces inondables ont été établies pour trois scénarios : fréquent (crue de temps de retour de 10 ans à 30 ans), moyen (temps de retour de 100 ans à 300 ans) et extrême (temps de retour de l'ordre de 1 000 ans, qui met en défaut tout système de protection),. La commune a été reconnue en état de catastrophe naturelle au titre des dommages causés par les inondations et coulées de boue survenues en 1982, 1999, 2013 et 2016,.
Pour anticiper une remontée des risques de feux de forêt et de végétation vers le nord de la France en lien avec le dérèglement climatique, les services de l’État en région Centre-Val de Loire (DREAL, DRAAF, DDT) avec les SDIS ont réalisé en 2021 un atlas régional du risque de feux de forêt, permettant d’améliorer la connaissance sur les massifs les plus exposés. La commune, étant pour partie dans les massifs de Chinon et de Véron, est classée au niveau de risque 1, sur une échelle qui en comporte quatre (1 étant le niveau maximal).

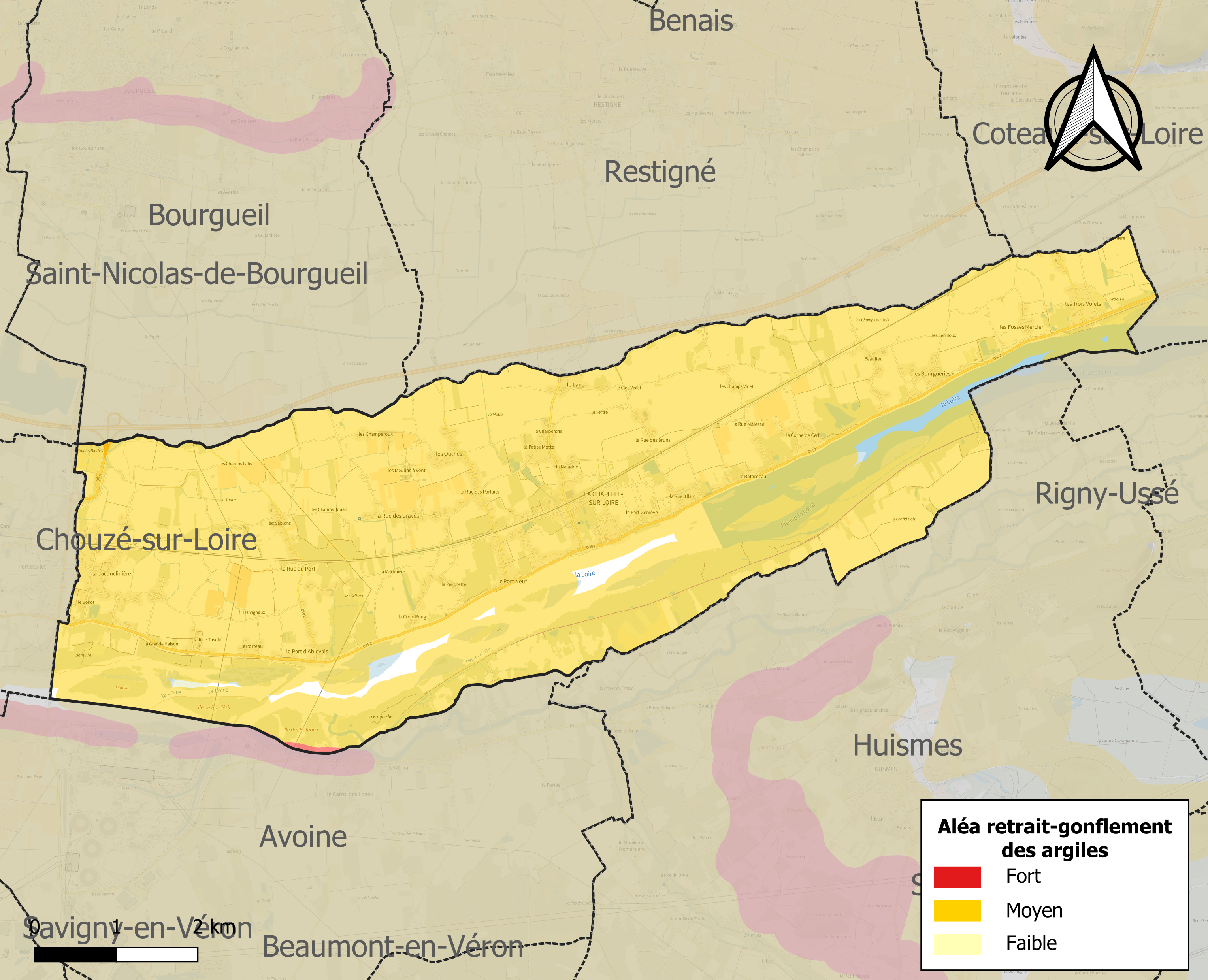
Carte des zones d'aléa retrait-gonflement des sols argileux de La Chapelle-sur-Loire.

Le retrait-gonflement des sols argileux est susceptible d'engendrer des dommages importants aux bâtiments en cas d’alternance de périodes de sécheresse et de pluie. 97,9 % de la superficie communale est en aléa moyen ou fort (90,2 % au niveau départemental et 48,5 % au niveau national). Sur les 801 bâtiments dénombrés sur la commune en 2019, 801 sont en aléa moyen ou fort, soit 100 %, à comparer aux 91 % au niveau départemental et 54 % au niveau national. Une cartographie de l'exposition du territoire national au retrait gonflement des sols argileux est disponible sur le site du BRGM,.
Concernant les mouvements de terrains, la commune a été reconnue en état de catastrophe naturelle au titre des dommages causés par la sécheresse en 1989 et par des mouvements de terrain en 1999.

#### Risques technologiques
Une partie du territoire de la commune est en outre située en aval d'une digue. À ce titre elle est susceptible d’être touchée par l’onde de submersion consécutive à la rupture de cet ouvrage.
En cas d’accident grave, certaines installations nucléaires sont susceptibles de rejeter dans l’atmosphère de l’iode radioactif. La commune étant située dans le périmètre réflexe de 2 km autour de la centrale nucléaire de Chinon, elle est exposée au risque nucléaire. À ce titre les habitants de la commune ont bénéficié, à titre préventif, d'une distribution de comprimés d’iode stable dont l’ingestion avant rejet radioactif permet de pallier les effets sur la thyroïde d’une exposition à de l’iode radioactif. En cas d'incident ou d'accident nucléaire, des consignes de confinement ou d'évacuation peuvent être données et les habitants peuvent être amenés à ingérer, sur ordre du préfet, les comprimés en leur possession.

## Toponymie
Le nom de la localité proviendrai de la légende du transfert du corps de Martin de Tours, mort à Candes et transporté sur la Loire en direction de Tours. Les buissons des rives se seraient couverts de fleurs blanches, donnant ainsi au chemin de la rive droite de la Loire le nom de « Alba via » soit voie blanche, d’où provient le nom latin « Capella Alba » signifiant La Chapelle-Blanche. 
La commune porta ce nom jusqu'au début du XIXe siècle avant d'être rebaptisée par son nom actuel pour éviter les confusions avec La Chapelle-Blanche-Saint-Martin se situant près de Ligueil aussi en Indre-et-Loire.

## Histoire
Partie intégrante de la province d'Anjou et de son histoire, la Chapelle-sur-Loire et la région de Bourgueil (y compris le domaine du château de Gizeux et jusqu'à Château-la-Vallière) furent rattachées en 1790 au tout nouveau département d'Indre-et-Loire.
En 1343, le sel devient un monopole d'État par une ordonnance du roi Philippe VI de Valois, qui institue la gabelle, la taxe sur le sel. L'Anjou fait partie des pays de « grande gabelle » et comprend seize tribunaux spéciaux ou « greniers à sel », dont celui de Bourgueil.
Le 24 mai 1589, Duplessis-Mornay gouverneur de Saumur (1589-1621) ne commande pas seulement la ville de Saumur, il prend la tête d'un gouvernement spécial qui est détaché de l'Anjou. Cette sénéchaussée de Saumur, englobe au nord de la Loire le pays de Bourgueil.
La Chapelle-sur-Loire et le pays bourgueillois (s'étendant jusqu'à Ingrandes vers l'est et jusqu'au château de Gizeux au nord) dépendront de la sénéchaussée de Saumur jusqu'à la Révolution française.
Au cours de la Révolution française, la commune porta provisoirement le nom de Les Trois-Volets.
Dans la nuit du 3 juin 1856 au 4 juin 1856, la levée se brise sur la commune et inonde la vallée. Selon les historiens, cette crue a recouvre près de 100 000 hectares, détruit près de 23 km de digues et provoque la mort d’une trentaine de personnes en Maine-et-Loire.

## Politique et administration

### Liste des maires
| Période    | Période   | Identité           | Étiquette | Qualité       |
| ---------- | --------- | ------------------ | --------- | ------------- |
| avant 1981 | 1983      | Georges Boisselet  |           |               |
| mars 1983  | mars 2001 | Albert Renodon     |           |               |
| mars 2001  | mars 2008 | Marie-José Fouquet |           |               |
| mars 2008  | mars 2014 | Pascal Pinard      |           |               |
| mars 2014  | mai 2020  | Danielle Thiry     | SE        | Fonctionnaire |
| mai 2020   | En cours  | Paul Guignard      |           |               |

### Politique environnementale
Dans son palmarès 2016, le Conseil National des Villes et Villages Fleuris de France a attribué une fleur à la commune au Concours des villes et villages fleuris.

### Tendances politiques et résultats
| Scrutin             | Scrutin             | 1er tour | 1er tour | 1er tour | 1er tour | 1er tour  | 1er tour | 1er tour | 1er tour  | 1er tour | 1er tour | 1er tour | 1er tour | 2d tour | 2d tour | 2d tour | 2d tour | 2d tour | 2d tour |
| Scrutin             | Scrutin             | 1er      | 1er      | %        | 2e       | 2e        | %        | 3e       | 3e        | %        | 4e       | 4e       | %        | 1er     | 1er     | %       | 2e      | 2e      | %       |
| ------------------- | ------------------- | -------- | -------- | -------- | -------- | --------- | -------- | -------- | --------- | -------- | -------- | -------- | -------- | ------- | ------- | ------- | ------- | ------- | ------- |
| Présidentielle 2017 | Présidentielle 2017 |          | FN       | 32,37    |          | LR        | 19,25    |          | EM        | 17,20    |          | LFI      | 16,45    |         | FN      | 51,07   |         | EM      | 48,93   |
| Présidentielle 2022 | Présidentielle 2022 |          | RN       | 35,85    |          | LREM      | 20,26    |          | LFI       | 16,31    |          | REC      | 8,15     |         | RN      | 57,35   |         | LREM    | 42,65   |
| Législatives 2022   | 5e                  |          | RN       | 35,35    |          | MoDem-Ens | 20,60    |          | PCF-Nupes | 19,85    |          | LR       | 7,56     |         | RN      | 57,65   |         | MoDem   | 42,35   |
| Législatives 2024   | 5e                  |          | RN       | 48,29    |          | PCF-NFP   | 21,99    |          | MoDem-Ens | 18,13    |          | LR       | 7,58     |         | RN      | 53,52   |         | MoDem   | 46,48   |

## Population et société

### Évolution démographique
L'évolution du nombre d'habitants est connue à travers les recensements de la population effectués dans la commune depuis 1793. Pour les communes de moins de 10 000 habitants, une enquête de recensement portant sur toute la population est réalisée tous les cinq ans, les populations de référence des années intermédiaires étant quant à elles estimées par interpolation ou extrapolation. Pour la commune, le premier recensement exhaustif entrant dans le cadre du nouveau dispositif a été réalisé en 2004.

En 2022, la commune comptait 1 472 habitants, en évolution de +1,31 % par rapport à 2016 (Indre-et-Loire : +1,67 %, France hors Mayotte : +2,11 %).
| 1793  | 1800  | 1806  | 1821  | 1831  | 1836  | 1841  | 1846  | 1851  |
| ----- | ----- | ----- | ----- | ----- | ----- | ----- | ----- | ----- |
| 3 347 | 3 865 | 3 420 | 3 496 | 3 653 | 3 452 | 3 375 | 3 350 | 3 188 |

| 1856  | 1861  | 1866  | 1872  | 1876  | 1881  | 1886  | 1891  | 1896  |
| ----- | ----- | ----- | ----- | ----- | ----- | ----- | ----- | ----- |
| 3 116 | 2 877 | 2 823 | 2 583 | 2 516 | 2 307 | 2 140 | 2 055 | 1 849 |

| 1901  | 1906  | 1911  | 1921  | 1926  | 1931  | 1936  | 1946  | 1954  |
| ----- | ----- | ----- | ----- | ----- | ----- | ----- | ----- | ----- |
| 1 761 | 1 715 | 1 594 | 1 474 | 1 486 | 1 407 | 1 363 | 1 435 | 1 426 |

| 1962  | 1968  | 1975  | 1982  | 1990  | 1999  | 2004  | 2006  | 2009  |
| ----- | ----- | ----- | ----- | ----- | ----- | ----- | ----- | ----- |
| 1 648 | 1 472 | 1 275 | 1 385 | 1 386 | 1 481 | 1 519 | 1 529 | 1 532 |

| 2014  | 2019  | 2022  | - | - | - | - | - | - |
| ----- | ----- | ----- | - | - | - | - | - | - |
| 1 451 | 1 446 | 1 472 | - | - | - | - | - | - |

### Enseignement
La Chapelle-sur-Loire se situe dans l'Académie d'Orléans-Tours (Zone B) et dans la circonscription de Langeais.
L'école primaire Héroux accueille les élèves de la commune.

### Lieux et monuments

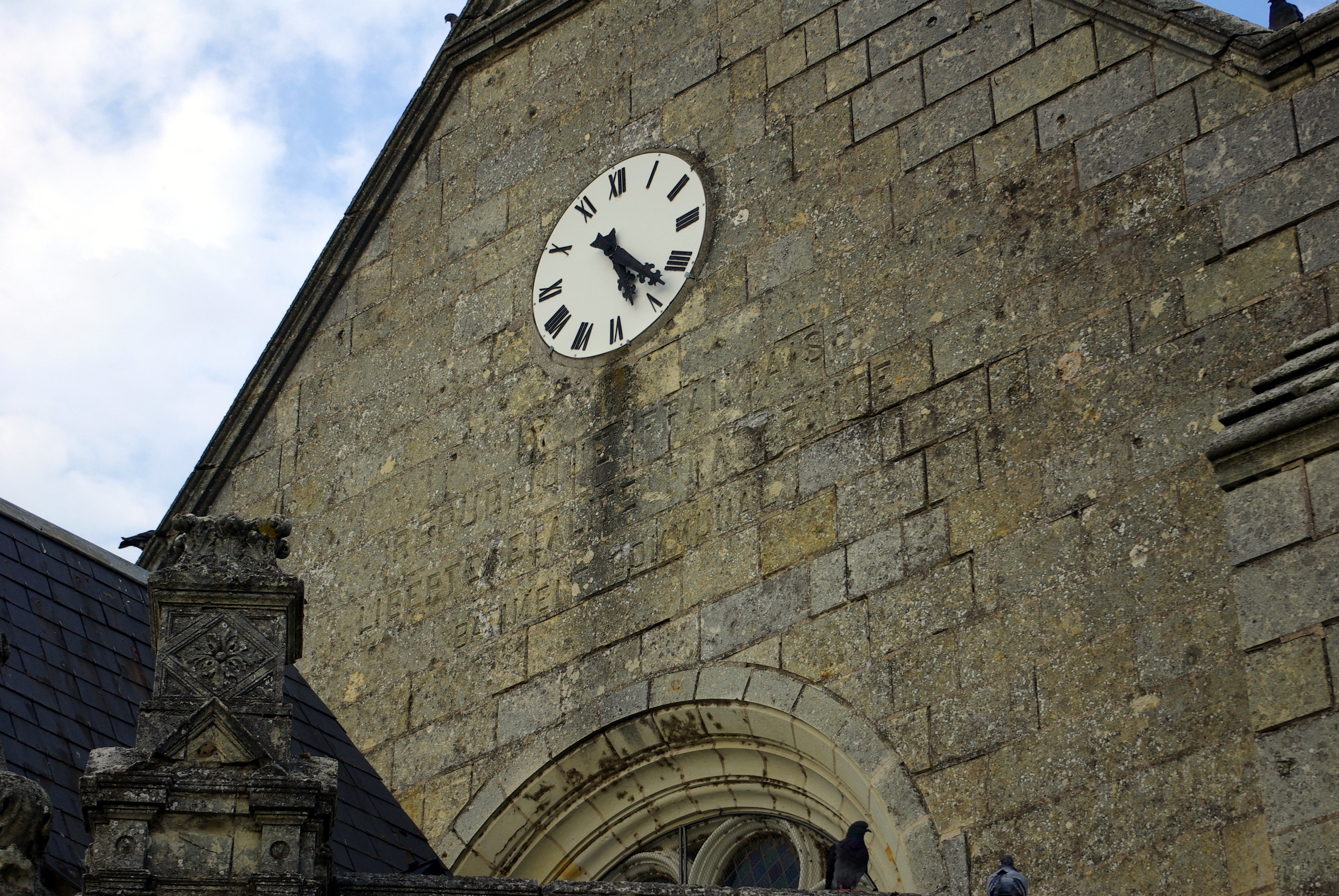
La devise française Liberté, Égalité, Fraternité gravée sur les murs de l'église.

## Culture locale et patrimoine

### Personnalités liées à la commune
- Albert Ruelle, (1754 à La Chapelle-sur-Loire-1805 à Chinon), homme politique de la Révolution française qui a joué un rôle dans la Guerre de Vendée.
- Famille Menier, famille de marchands et de notaire royaux de La Chapelle, d'ont descend Antoine Brutus Menier (1795-1853), industriel et pharmacien, créateur de la marque de chocolats Menier (entreprise)
- René Verneau (1852-1938), anthropologue, né à La Chapelle-sur-Loire
- Augustin Lesieux (1883-1964) sculpteur français y est mort.
- Philippe Marie Picard (1915-1997), peintre ayant résidé à La Chapelle de 1975 jusqu'en 1997.